# Ombo
Ombo ist eine Insel in der norwegischen Kommune Stavanger in der Provinz (Fylke) Rogaland. Die Insel hat 233 Einwohner (Stand: 2022) und liegt im Boknafjord.

## Geografie
Ombo liegt nordöstlich der Stadt Stavanger im Norden der Kommune Stavanger. Die Insel ist von weiteren Inseln und Halbinseln umgeben. Nördlich der Insel verläuft die Grenze zwischen den Kommunen Stavanger und Suldal. Im östlich von Ombo gelegenen Ombofjord sowie im südlich gelegenen Gardssundfjord grenzt die Kommune Hjelmeland an.
Mit einer Fläche von rund 58 km² ist sie die zweitgrößte Insel des Fylkes Rogaland. Die Landschaft der Insel ist von Bergen geprägt. Im Nordosten Ombos werden Höhen von über 500 moh. erreicht. Die höchste Erhebung der Insel und der Kommune Stavanger ist der Bandåsen mit einer Höhe von 513 moh.

## Geschichte
Die Insel wechselte mehrfach die Gemeindezugehörigkeit. Bei der Einführung der kommunalen Selbstverwaltung gehörte sie zunächst zu den Kommunen Jelsa, Hjelmeland und Nedstrand. In den Folgejahren ging sie mehrfach an andere Kommunen über und Ombo war bis Ende 2019 Teil der Kommunen Hjelmeland und Finnøy. Im Rahmen einer landesweiten Kommunalreform ging die Insel zum 1. Januar 2020 vollständig in die Kommune Stavanger über.
Auf Ombo liegt die Jørstad kyrkje. Die Holzkirche wurde 1928 fertiggestellt.

## Verkehr
Über die Insel verläuft der Fylkesvei 4690. Eine Straßenanbindung zu anderen Inseln oder zum Festland besteht nicht. Sowohl an der Südwest- als auch an der Südostküste legen Fähren an.

## Name
Ombo wurde in den Jahren 1324 und 1349 als Vmbum erwähnt. Der Name leitet sich vom altnordischen Namen *Umbar ab, dessen Herkunft nicht gesichert ist.